# Rick Smith
Rick Smith (ur. 25 maja 1959 w Ammanford) – walijski klawiszowiec i kompozytor. Największe sukcesy odnosił jako członek założyciel zespołu Underworld (od 1987). Współautor takich przebojów jak: „Dark & Long (Dark Train)” (1994) i „Born Slippy .NUXX” (1995), który znalazł się na ścieżce dźwiękowej filmu Trainspotting w reżyserii Danny’ego Boyle’a. Jest autorem (lub współautorem jako Underworld) ścieżek dźwiękowych do kilku innych filmów tego reżysera.

## Życiorys i kariera muzyczna

### Dzieciństwo
Rick Smith urodził się 25 maja 1959 w Ammanford. Jego matka była nauczycielką gry na fortepianie, ojciec natomiast imał się różnych zawodów – był monterem samolotów, inżynierem, ślusarzem, redaktorem gazety, a w późniejszym okresie życia świeckim kaznodzieją. Sam Rick nie miał początkowo skonkretyzowanych planów na przyszłość.

### Lata 80. Underworld 1
Studiował elektronikę i elektrotechnikę, ponieważ miał zamiar konstruować własne syntezatory. W 1979 roku w Cardiff spotkał Karla Hyde’a i zaprzyjaźnił się z nim. Hyde zaangażował go do gry na instrumentach klawiszowych w założonym przez siebie zespole Screen Gemz. Później obaj założyli zespół Freur, tworzący muzykę określaną jako funk rock. Zespół ten w 1983 roku wydał niewielki przebój, „Doot Doot”.. W 1987 roku Hyde i Smith założyli Underworld (nazwany przez nich po latach Underworld Mk1). Nazwa zespołu została zaczerpnięta z tytułu horroru, Underworld, do którego muzykę skomponował Freur. Underworld podpisał kontrakt nagraniowy z wytwórnią Sire Records. W 1989 roku Underworld towarzyszył jako support zespołowi Eurythmics w jego amerykańskiej trasie koncertowej. Pod koniec trasy Smith powrócił do Wielkiej Brytanii z zamiarem tworzenia muzyki tanecznej, podczas gdy Hide pozostał w Stanach Zjednoczonych. Dekadę lat 80. zespół zakończył z ogromnymi długami, bez kontraktu płytowego i z kryzysem twórczym.

### Lata 90. i późniejsze. Underworld 2
Przełom w karierze zespołu nastąpił dzięki żonie Smitha, Tracy. To z jej powodu Smith (a następnie Hyde) przeniósł się do Romford, gdzie poznał 17-letniego DJ-a Darrena Emersona, który w latach 1990-2000 był trzecim członkiem odnowionego Underworld (zwanego przez muzyków Underworld Mk2). Zespół odniósł sukces – takie utwory jak „Born Slippy .NUXX” i „Jumbo” stały się hitami, a w końcu klasykami muzyki tanecznej. „Born Slippy .NUXX”znalazł się na ścieżce dźwiękowej filmu Trainspotting (1996) w reżyserii Danny’ego Boyle’a.
W 2007 roku Rick Smith (razem z Karlem Hyde’em) napisał ścieżkę dźwiękową do kolejnego filmu Danny’ego Boyle’a – thrillera science-fiction W stronę słońca, a w 2011 – muzykę do widowiska scenicznego Frankenstein.
W 2012 roku Underworld został dyrektorem muzycznym ceremonii otwarcia Letnich Igrzysk Olimpijskich 2012 w Londynie (reżyserem widowiska był Danny Boyle).
W 2013 roku Smith napisał ścieżkę dźwiękową do kolejnego filmu Danny’ego Boyle’a, Trans. Wspólnie z Emeli Sandé nagrał do filmu utwór „Here It Comes”. Wydany w tym samym roku album ze ścieżką dźwiękową zawierał 11 jego własnych utworów, w tym wspomniany już „Here It Comes” oraz „Sandman (I'll Be There)”, nagrany z gwiazdą filmu, Rosario Dawson.

## Tomato
W 1991 roku Rick Smith, Karl Hyde, Steve Baker, Dirk Van Dooren, Simon Taylor, John Warwicker i Grahame Wood założyli zespół projektowy Tomato. Muzycy, artyści, graficy, filmowcy, a nawet ludzie biznesu, którzy tworzyli ten zespół wywierali na siebie nawzajem głęboki wpływ. We współpracy z Tomato Smith i Hyde zajęli się projektowaniem graficznym, produkcją muzyczną, projekcjami na żywo, tworzeniem teledysków, założyli również własną wytwórnię płytową Tomato.

## Dyskografia
- Bungalow With Stairs 1 (2010)[13]
- Trance (2013)[14]